# Megaselia ciliatula
Megaselia ciliatula är en tvåvingeart som beskrevs av Schmitz 1957. Megaselia ciliatula ingår i släktet Megaselia och familjen puckelflugor. Inga underarter finns listade i Catalogue of Life.